# Vigolzone
Vigolzone – miejscowość i gmina we Włoszech, w regionie Emilia-Romania, w prowincji Piacenza.
Według danych na rok 2004 gminę zamieszkiwało 3571 osób, 85 os./km².